# Persoonlijke beschermingsmiddelen

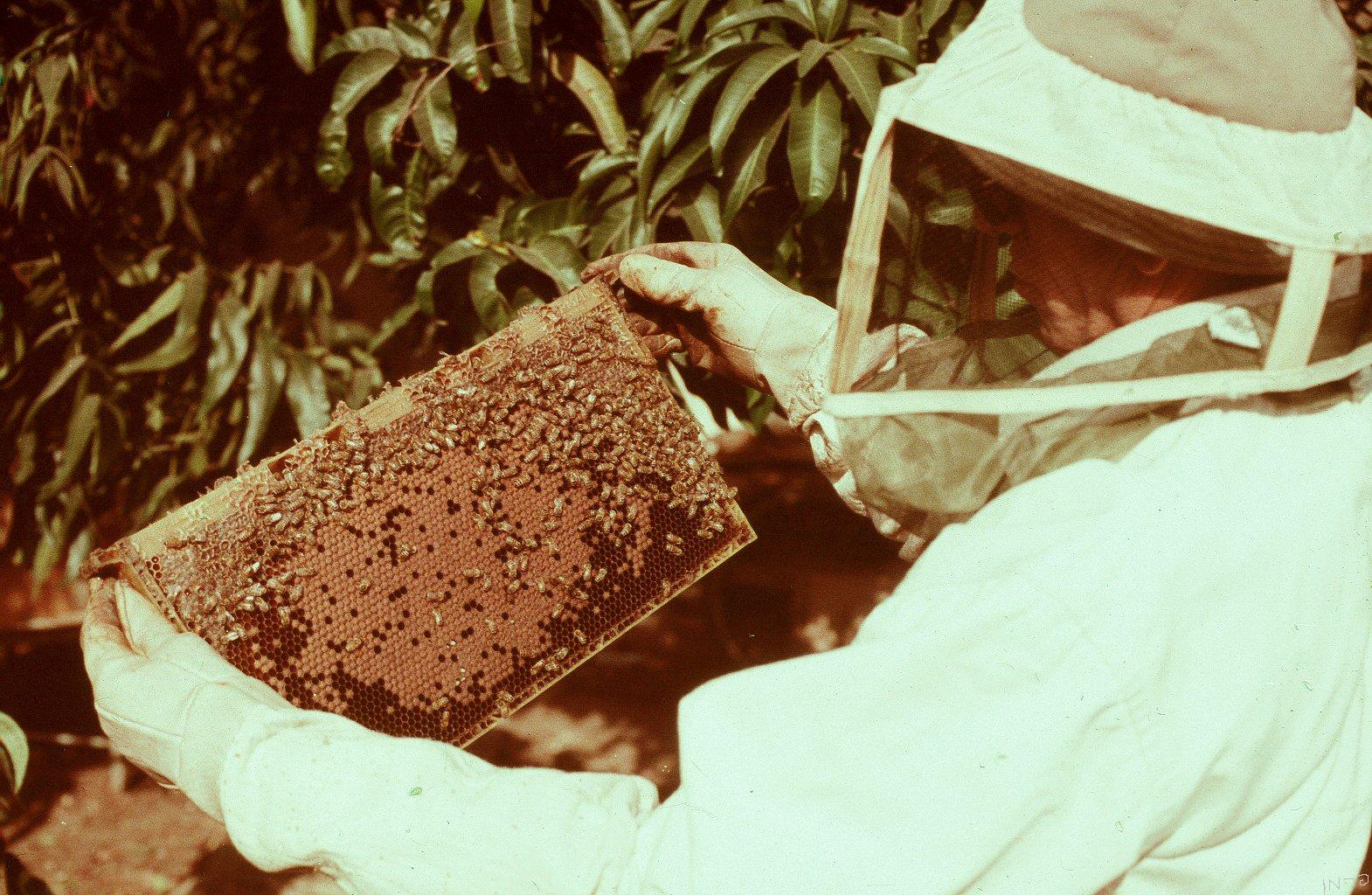
Imker in beschermende kleding

Persoonlijke beschermingsmiddelen (PBM) worden ingezet zowel in de privésfeer als bij professioneel gebruik. Ze zijn ontwikkeld om de restrisico's af te dekken, met andere woorden de drager van het PBM beschermen tegen risico's wanneer de andere maatregelen (eliminatie van het gevaar, substitutie van het gevaar, gebruik van collectieve beschermingsmiddelen) voldoende blijkt te zijn.

## Toepassing
Persoonlijke beschermingsmiddelen worden ontwikkeld om de drager tegen risico's te beschermen. Er zijn acht type PBM nl. hoofdbescherming, oog- en gelaatbescherming, gehoorbescherming, ademhalingsbescherming, beschermende kleding (=lichaam- bescherming), handbescherming, voetbescherming en valbescherming. Binnen deze type PBM worden heel wat verschillende PBM ontwikkeld om één of meerdere risico's af te dekken;  bijv. beschermen tegen chemische of biologische agentia, beschermen tegen hitte en vuur, enz..  Persoonlijke beschermingsmiddelen mogen zelf geen nieuwe gevaren met zich meebrengen..

## Voorbeelden
Een brandweerman draagt bijna  een helm en hitte- en vlamwerende kleding, bij zware hitte bovendien een hitte- of stralingsbestendig pak, en als de ademhaling gevaar kan lopen een ademluchttoestel.
In de vleesindustrie worden bijv. beschermende gevlochten metalen handschoenen ingezet voor het uitbenen van karkassen. Schilders gebruiken bij het schuren FFP-maskers voor neus en mond of andere ademhalingbeschermende middelen, afhankelijk van de soort stoffen waar men mee omgaat. In de bouw dragen de werklieden vaak veiligheidsschoenen (met beschermneuzen tegen vallende voorwerpen) en een stratenmaker zal zijn knieën en  zo goed mogelijk beschermen met kniebeschermers, als dan niet in een broek verwerkt. Een lasser maakt vaak gebruik van een laskap, en ook bij bijv. het ontbramen van metaal zal een veiligheidsbril niet mogen ontbreken. Iemand die in een laboratorium met (wellicht gevaarlijke) stoffen werkt, moet een labjas dragen en een labbril.
In een omgeving waar een hoge geluidsdruk (>85 dB(A)) heerst, is het niet toegestaan om zonder adequate gehoorbescherming te werken. In discotheken wordt deze norm overigens vaak overschreden zonder dat er eisen gesteld worden ten behoeve van de bezoekers.

## Wet- en regelgeving
In Nederland is de Arbowetgeving van toepassing. Deze dwingt de werkgever en de werknemer te voldoen aan voorschriften waaruit de verplichting voortvloeit om enerzijds het gebruik van persoonlijke beschermingsmiddelen mogelijk te maken en anderzijds deze ook zo veel mogelijk te gebruiken.
In België zijn de algemene bepalingen en veiligheidsvoorschriften met betrekking tot persoonlijke beschermingsmiddelen beschreven in de Codex over het welzijn op het werk Boek IX.- Collectieve bescherming en individuele uitrusting Titel 2.– Persoonlijke beschermingsmiddelen.   
De vereisten met betrekking tot het in de handel brengen en op de markt aanbieden van persoonlijke beschermingsmiddelen zijn terug te vinden in de Verordening 2016/425 van het Europees Parlement en de Raad, die op 9 maart 2016 is aangenomen.

## Typen beschermingsmiddelen

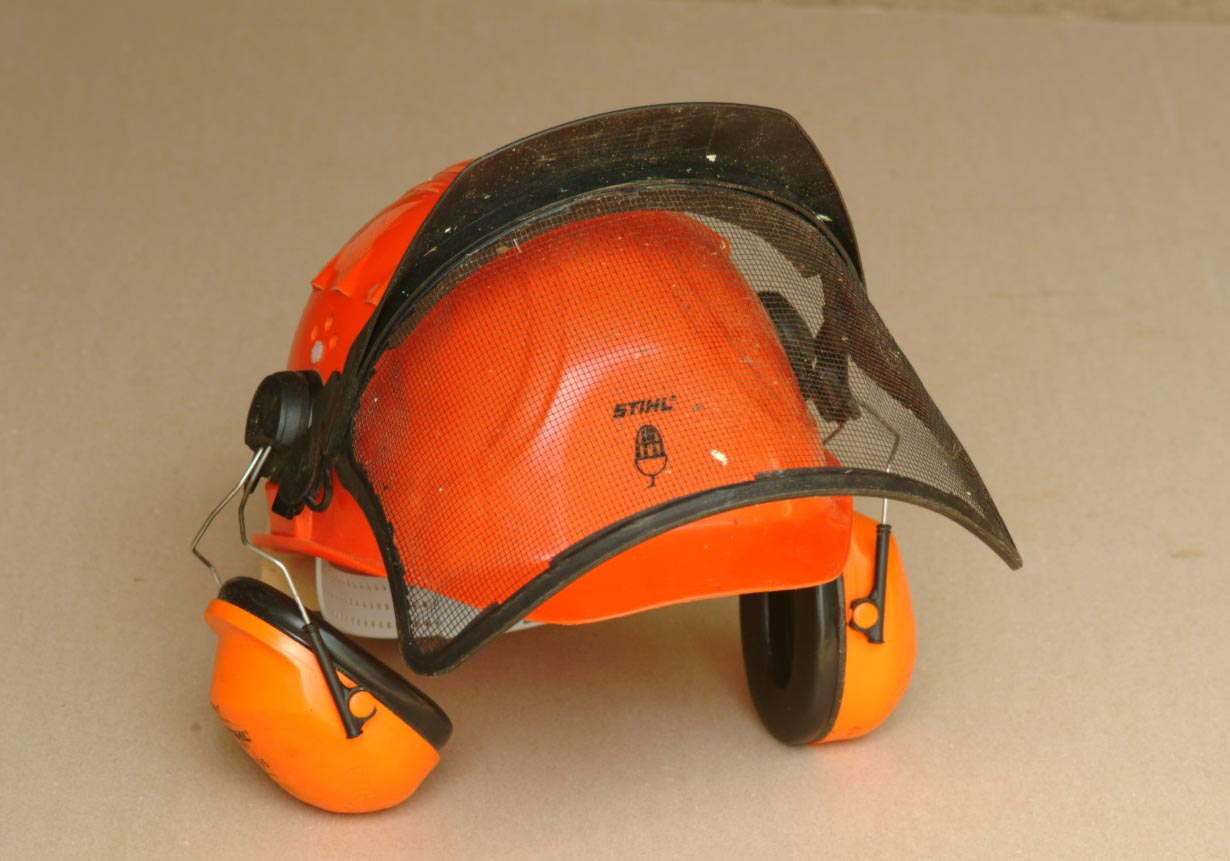
Een zaaghelm met gehoorbeschermers en een gezichtsbeschermer

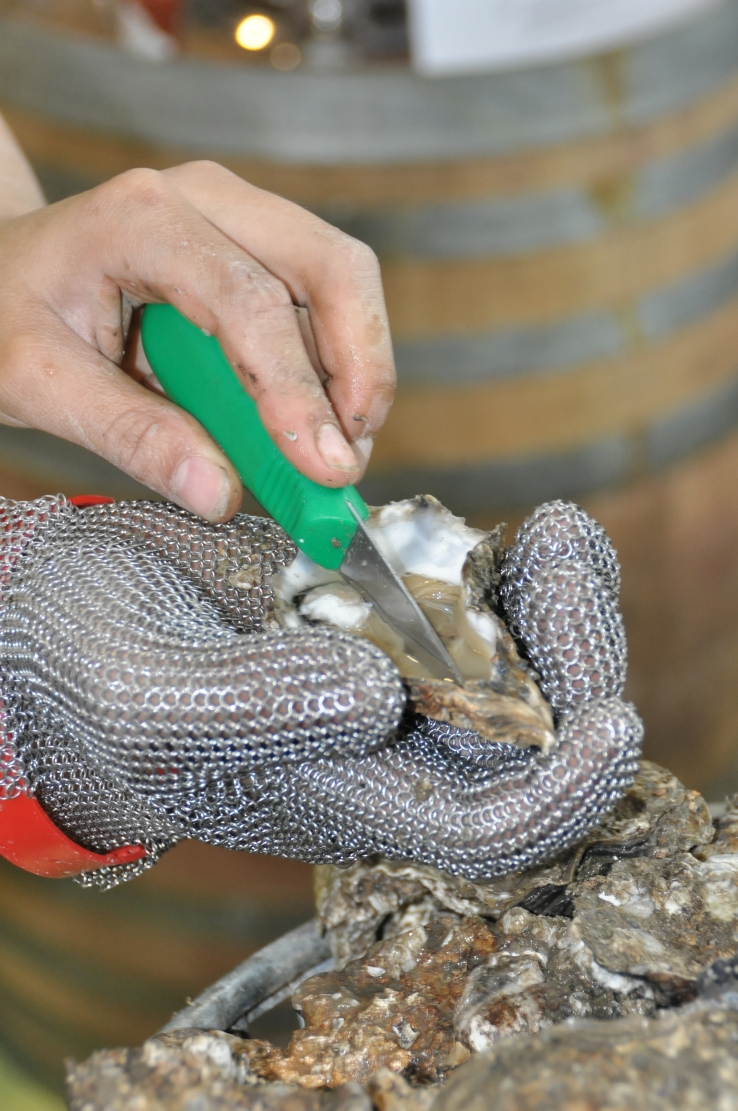
Metalen anti-snijhandschoen

### Hoofdbescherming
- Helm
- Veiligheidshelm

### Gehoorbescherming
- Gehoorbeschermers

### Gelaatsbescherming
- Vizier

### Oogbescherming
- Veiligheidsbril of overzetbril
- Lasbril

### Ademhalingsbescherming
- Ademluchttoestel
- Gasmasker
- Stofmasker

### Handbescherming
- Handschoen
  - Ovenwant
  - Werkhandschoen
  - Medische handschoen

### Beenbescherming
- Kettingzaagbroek
- Kniebeschermer
- Scheenbeschermers

### Voetbescherming
- Zaaglaarzen, voor bescherming bij het gebruik van een kettingzaag
- Veiligheidsschoen

### Valbescherming
- Veiligheidsharnas, voor bescherming bij het betreden van hoge plaatsen of dunne daken (dakwerken)

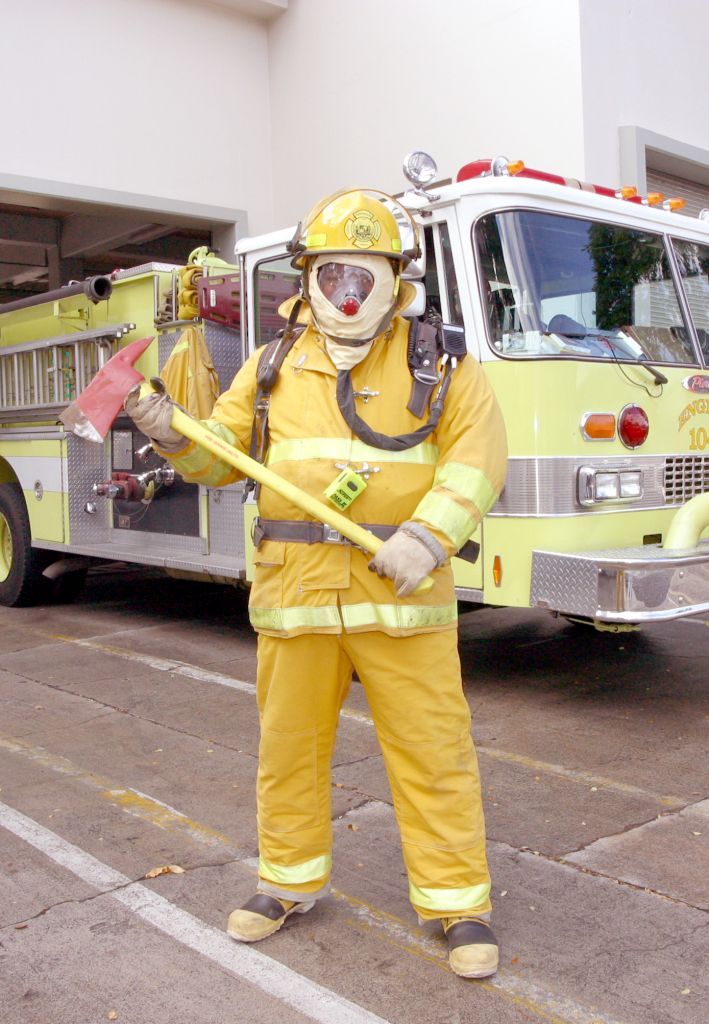
Een Amerikaanse brandweerman in brandweerkleding

## Integraalbescherming
Sommige middelen beschermen het hele lichaam of een groot deel ervan:
- Brandweerkleding
- Chemicaliënpak
- Gaspak
- Wetsuit
- Duikpak

## Sport
- Scheenbeschermer
- Toque
- Bokshandschoen
- Bitje